# Vorvaňovec severomořský
Vorvaňovec severomořský (Mesoplodon bidens) je kytovec z čeledi vorvaňovcovití (Ziphiidae) původem ze severního Atlantiku. 
Podle anglického přírodovědce Jamese Sowerbyho, jenž tento druh prvně popsal roku 1804 jako Physeter bidens, se také někdy označuje jako vorvaňovec Sowerbyův.

## Výskyt
Vorvaňovec severomořský je nejseverněji žijící druh svého rodu z Atlantského oceánu. Areál výskytu zahrnuje mírné i chladné vody od Norska, Islandu a Labradoru na severu až po Azory a sever USA na jihu, přičemž několik záznamů pochází např. i ze Středozemního moře, Mexického zálivu nebo Brazílie. Typový jedinec byl nalezen na mělčině ve Skotsku.

## Vzhled
Vorvaňovec severomořský dosahuje délky těla 4,5–5,5 m a hmotnosti 1 000–1 500 kg. Vřetenovitým tělem, malou hřbetní ploutví v zadní části těla a zobákovitými čelistmi se podobá ostatním zástupcům své čeledi. Samci jsou vyzbrojeni párem klů, u starých býků však bývají opotřebované. Zbarvení se pohybuje od tmavě hnědé přes tmavě šedou až po černou svrchu, zespodu je světlé. Zejména dospělí samci bývají často zjizveni od vzájemných soubojů.

## Chování a ekologie
Vorvaňovec severomořský žije v hlubokých vodách za okrajem kontinentálního šelfu. Ve srovnání s dalšími vorvaňovci se živí hlubinnými rybami spíše než hlavonožci. Při ponorech za potravou se potápí do hloubek až 500 m, možná až 3 000 m, bez nadechnutí vydrží pod vodou snad až hodinu. O jeho chování se toho však ví jen málo, většina informací pochází od zvířat uvázlých na mělčině, zatímco z přirozených podmínek jsou hlášená pozorování jen řídká. Ve volné přírodě byly pozorovány malé skupiny asi do pěti kusů, které se skládají z jednoho samce, samic a dospívajících jedinců. Ve větších hejnech o 8 až 10 kusech může žít samců více. Porody zřejmě připadají na jaro nebo léto a březost trvá okolo dvanácti měsíců.

## Ohrožení
Mezinárodní svaz ochrany přírody pokládá vorvaňovce severomořského k roku 2025 za málo dotčený druh, byť populační trend i případný vliv ohrožujících faktorů (znečišťování oceánů, využívání sonarů, vedlejší úlovky) zůstává nejasný. Druh je součástí CITES II.